# Storgrynnan (Lumparland, Åland)
Storgrynnan är skär strax söder om Långnäs, Åland på Åland (Finland). De ligger i Skärgårdshavet och i kommunen Lumparland i landskapet Åland, i den sydvästra delen av landet. Öarna ligger omkring 19 kilometer öster om Mariehamn och omkring 260 kilometer väster om Helsingfors.
Arean för den av öarna koordinaterna pekar på är 1,4 hektar och dess största längd är 250 meter i sydöst-nordvästlig riktning. Närmaste större samhälle är Jomala, 19,4 km väster om Storgrynnan.